# Kiesarrondissement Zinnik
Het Belgische kiesarrondissement Zinnik  valt samen met het administratieve arrondissement Zinnik.

## Structuur
| Zinnik           | Zinnik           | Supranationaal     | Nationaal                         | Nationaal                         | Gemeenschap                 | Gewest          | Provincie       | Arrondissement  | Provinciedistrict     | Kanton                                         | Gemeente        |
| ---------------- | ---------------- | ------------------ | --------------------------------- | --------------------------------- | --------------------------- | --------------- | --------------- | --------------- | --------------------- | ---------------------------------------------- | --------------- |
| Administratief   | Niveau           | Europese Unie      | België                            | België                            | Wallonië                    | Wallonië        | Henegouwen      | Zinnik          | Zinnik                | Zinnik                                         | 8               |
| Administratief   | Bestuur          | Europese Commissie | Belgische regering                | Belgische regering                | Franse Gemeenschapsregering | Waalse regering | Deputatie       | Deputatie       | Deputatie             | Deputatie                                      | Gemeentebestuur |
| Administratief   | Raad             | Europees Parlement | Kamer van volksvertegenwoordigers | Kamer van volksvertegenwoordigers | Waals Parlement             | Waals Parlement | Provincieraad   | Provincieraad   | Provincieraad         | Provincieraad                                  | Gemeenteraad    |
| Kiesomschrijving | Kiesomschrijving | Frans Kiescollege  | Kieskring Henegouwen              | Kieskring Henegouwen              | Zinnik                      | Zinnik          | Zinnik          | Zinnik          | La Louvière en Zinnik | La Louvière, Le Rœulx, Edingen, Lessen, Zinnik | 8               |
| Verkiezing       | Verkiezing       | Europese           | Federale                          | Federale                          | Waalse                      | Waalse          | Provincieraads- | Provincieraads- | Provincieraads-       | Provincieraads-                                | Gemeenteraads-  |

- Het kiesarrondissement Zinnik omvat de gemeenten La Louvière, Le Rœulx, Edingen, Opzullik, Lessen, 's-Gravenbrakel, Écaussinnes, Zinnik